# Красная Фурия (комикс)
«Кра́сная Фу́рия» — серия комиксов о профессиональной воровке и спецагенте Нике Чайкиной, созданная российским издательством Bubble Comics и публиковавшаяся в период с 2012 по 2017 год. Изначально художником выступал Олег Окунев, которого впоследствии сменил Эдуард Петрович, нарисовавший большинство выпусков серии. Основным сценаристом комикса был Артём Габрелянов, основатель издательства Bubble, в разное время работавший в соавторстве с Сергеем Волковым и Игорем Худаевым. В январе 2017 года в рамках инициативы «Второе дыхание» серия была закончена и заменена на другую, под заголовком «Союзники», которая является её продолжением.
Сюжет «Красной Фурии» повествует о приключениях профессиональной воровки и спецагента Ники Чайкиной, которая входит в состав Международного Агентства Контроля (МАК) — секретной организации, чьей целью является предотвращение военных конфликтов по всему миру. Вместе со своими напарниками по команде — специалистом по выживанию Джошуа Донато, связистом Ян Ваном, отставным военным Артуром Хаксли и специалисткой по штурмам Лоттой Лемке — Нике предстоит выполнить главную миссию МАК — найти «Святой Грааль», древний могущественный артефакт, от которого зависит судьба всего мира. Сюжет комикса связан с другими сериями издательства Bubble: «Майором Громом», «Бесобоем» и «Иноком» и пересекается с ними в арке-кроссовере «Время Ворона».
В целом «Красная Фурия» получила сдержанные отзывы от профильных журналистов. В своих рецензиях критики отмечали обширную сексуальную объективацию героинь комикса, а также сумбурный и хаотичный сюжет. Сдержанно воспринято качество рисунка. Тем не менее, некоторые рецензенты сочли хаотичный сюжет главным достоинством комикса, придающим ему пародийно-сатирический характер. В сентябре 2021 года состоялся анонс экранизации комикса — сериала «Фурия».

## Сюжет
Первый сюжет под названием «В поисках Грааля» повествует о вербовке профессиональной воровки Ники Чайкиной и её напарника, хакера Джонни, в МАК — Международное Агентство Контроля, чей главной задачей является предотвращение возникновения Третьей мировой войны. После неудачной попытки ограбить Пекинский музей истории Ника и Джонни попадаются в ловушку МАК. Те предлагают им вступить в свои ряды и стать частью специальной команды, собранной для поисков могущественного артефакта — Святого Грааля. Согласно некоему пророчеству, тот человек, который получит в своё распоряжение три «орудия страстей христовых» — меч святого Петра, копьё Лонгина и Святой Грааль — сможет получить власть над миром. Согласно информации МАК, меч и копьё надёжно сокрыты в разных странах. Однако местоположение Грааля всё ещё неизвестно. Нике Чайкиной и её новообретённой команде из американца Джошуа Донато, немки Лотты Лемке, китайца Ян Вана и англичанина Артура Хаксли предстоит найти Грааль. В своей первой миссии команда противостоит неонацистской организации «Чёрная луна», возглавляемой безумным учёным Рихардом Риппе. В ходе успешного штурма нацистской крепости «Асулбург», расположенной в Антарктиде, Нике удаётся добыть первую подсказку к нахождению Грааля, а также почти полностью уничтожить «Чёрную луну».
В сюжетной арке «Джунгли зовут» команда МАК отправляется на остров Кильва в Танзании. В поисках башни Бисмарка, в которой может содержаться следующая подсказка о местонахождении Грааля, Ника и её соратники сталкиваются с диким племенем мохабов, тираннозаврами и Отто Шрайбером, одним из последователей «Чёрной луны», жаждущий отомстить команде МАК за разрушенную организацию. Успешно справившись со всеми противниками, Нике удаётся добыть необходимую информацию о Граале. Далее соратники отправляются в Чили, где во второй башне Бисмарка, близ города Консепсьон, предположительно находится третья часть головоломки, указывающей на местоположение Грааля (сюжет «Тёмное наследие»). Обнаружив пустую башню, герои решают, что часть головоломки была забрана нацистами, и решают обследовать близлежащее немецкое поселение Вилла Бавьера. В результате поисков Ника и товарищи находят под поселением сеть подземных лабораторий, полных оживших мертвецов. Героям удаётся найти третью часть головоломки, но в ходе выполнения миссии погибает Ян Ван. На выходе из бункера команду поджидала Джесси Родригез — наёмница, страдающая нимфоманией. Как оказывается, она была нанята Августом ван дер Хольтом, оружейным магнатом, ищущим металл воларум, из которого как раз состоит добытая героями часть головоломки. В обмен на неё и секс с Джошуа Донато, с которым она когда-то состояла в отношениях, Родригез сохраняет жизнь Артуру Хаксли и отпускает героев. Потрясённая случившимся, Ника заявляет, что покидает МАК (сюжеты «Потеря» и «После бури»).
Некоторое время спустя в Сан-Франциско Ника пытается сбежать от преследующих её агентов МАК (сюжет «Ничего личного, просто бизнес»). Какое-то время ей удаётся оторваться от погони, однако при поездке в поезде её всё-таки настигает агент «Дельта» — куратор команды, в которую входила Ника. Он сообщает ей, что официально Чайкина признана погибшей. Он просит её внедриться в организацию Holt International в качестве телохранителя младшей сестры её владельца, Августа ван дер Хольта. Август считается потенциально опасной фигурой — как владелец компании по разработке оружия, Хольт пытается спровоцировать различные конфликты по всему миру для поднятия продаж своих разработок. Ника соглашается на предложение взамен на новый паспорт и все существующие визы. В качестве проходного испытания на роль телохранителя Мико, сестры Хольта, Нике пришлось схлестнуться в бою с его личной телохранительницей, Джесси Родригез. Хоть у Чайкиной и не получается выйти из боя победительницей, её всё же назначают телохранительницей Мико. Когда она сопровождает девушку в ночной клуб, на неё и Мико нападают грабители, от которых Чайкине удаётся с лёгкостью отбиться. Позже Август отмечает положительное влияние Ники на его сестру и рассказывает историю о том, как получил имеющийся у него на руке шрам. По словам Хольта, в детстве он стал жертвой инцидента, произошедшего во время испытания нового оружия. Его отец, тогда бывший главой Holt International, спас сына, подключив к его телу специальный механизм для поддержания жизнедеятельности. Однако у механизма был побочный эффект: испытывая сильные эмоции, Хольт накапливает электрический разряд. Чтобы «разряжаться», Хольту приходится освобождать накапливаемую энергию посредством физических ударов. Спустя некоторое время он узнаёт, что Ника является шпионом и ей известно о его планах: сымитировать нападение Северной Кореи на США, изменив траекторию полёта межконтинентальной баллистической ракеты, от которой Хольт заполучил коды запуска. Чтобы предотвратить запуск ракет, Ника вступает в схватку с Августом, однако она не успевает предотвратить запуск. На помощь приходит Джонни: ему удаётся обезвредить ракету во время полёта, и атака остаётся незамеченной. Ника получает от МАК обещанные документы, однако сам Хольт избегает ответственности за свои действия, так как оказывается, что он действовал совместно с правительством США, а имитация атаки КНДР должна была стать предлогом для ликвидации страны.
Тем временем в секретной лаборатории МАК совершает побег один из подопытных (сюжет «Сила мысли»). Им оказывается выживший Ян Ван, заполучивший сильные псионические способности благодаря инъекции «сыворотки жизни», которую Ника и друзья нашли в бункере под Вилла Бавьера. Как выяснил Ян Ван, МАК держало его в бессознательном состоянии с помощью седативных препаратов, изготавливая из его спинномозговой жидкости специальный препарат для своих военных, который должен был давать им телекинетические способности. Недовольный таким положением дел, Ян Ван устроил бунт против МАК, который удалось остановить благодаря помощи Ники. После этого агент «Дельта» предлагает Чайкиной вернуться в МАК и продолжить поиски Грааля, на что девушка соглашается. Продолжение поисков привело героев в Чехию, к ещё одной башне Бисмарка. В ходе безуспешных поисков на Нику и команду напал один из последователей культа бога-ворона Кутха, решивший принести девушку в жертву богу. На помощь к героям пришла давняя подруга Чайкиной, Джина Стивенс. Джина, как когда-то и Ника, являлась членом «Братства воров» — секты, представлявшей собой криминальную организацию со своими правилами и порядками. Когда-то братство завербовало и молодую Нику, тогда жившую в цирке и работавшей акробаткой. Долгие годы Ника работала на них и проходила обучение, но при первой возможности инсценировала свою смерть и сбежала. Джина предупредила подругу, что вскоре братство может узнать о том, что она жива, и тогда от неё попытаются избавиться, а также от всех тех, кто встанет на их пути (сюжет «Башня ворона»).
Руководство МАК узнаёт о планах Августа и Магистра, могущественного мага и чернокнижника, по воскрешению Кутха. Группа Чайкиной отправляется на базу Хольта в Монголии, на которой и происходит воскрешение. Возрождённый бог-ворон обращает почти всех, кто был на базе, в том числе и Хольта, в подчиняющихся ему монстров-оборотней. Джесси удаётся избежать превращения, и она объединяется с командой Ники и майором Игорем Громом, оказавшимся на базе в поисках своего заклятого врага Сергея Разумовского. Команда разделяется: Джесси и Артур отправляются на базу МАК вместе с освобождёнными Громом заложниками, а Ника, сам Гром, Джошуа и Лотта продолжают свой путь в Сибирь. В МАК решают воспользоваться псионическими способностями Ян Вана чтобы проследить за Кутхом, но в попытке проникнуть в разум одного из оборотней Кутха Ян Ван оказывается убит. Тем временем группа Ники и Гром добираются до логова Кутха, и в итоге короткой схватки все кроме Ники оказываются превращены в оборотней. Обращённые Джошуа и Лотта нападают на базу МАК и вступают в бой с Артуром и Джесси. У них не получается отбиться от нападения: солдаты Кутха разрушают базу и убивают агента «Дельта». Чтобы спастись, Артур с Джесси решают ретироваться. В это время Ника наблюдает за схваткой светлой и тёмной частей Кутха, вселившихся в Грома и Разумовского соответственно. Светлая и тёмная части сливаются воедино, освобождая тела Грома и Разумовского. Единый Кутх возвращает всем оборотням человеческий вид, после чего Хольт выпускает в бога-ворона ядерные боеголовки. Бог, поражённый ракетами, рассыпается на тысячи светлых и тёмных перьев, которые разлетаются по всему свету и, попадая в случайных людей, дают им сверхъестественные способности. Артур сообщает Нике, Джошу и Лотте о смерти агента «Дельта» и роспуске МАК, а Джесси сбегает от Хольта и охотящихся на неё спецслужб (кроссовер «Время Ворона»).
Во время похорон агента «Дельта» раскрывается его настоящее имя — Джек Симмонс. Каждый из команды Красной Фурии вспоминает первую встречу с Симмонсом, после чего к героям присоединяется молодой человек, которым оказывается давно пропавший хакер Джонни. Джонни признаётся, что агент «Дельта» был его дядей и опекуном, заменившим ему родителей. Вместе товарищи принимают решение продолжить дело Симмонса и найти Святой Грааль (сюжет «Агент Симмонс»). В Калининграде Ника продолжает поиски следующей подсказки к местонахождению Грааля. Там она сталкивается со своим злым клоном, созданным её давним врагом, Рихардом Риппе, и проигрывает ей в бою (сюжет «Сам себе враг»). Пока команда пытается разобраться в ситуации и поймать двойника, Рихард Риппе крадёт из Ватикана копьё Лонгина, а также находит Святой Грааль. Испив из него, Риппе возвращает себе былую молодость и превращается в могущественного воина (сюжет «Финальный рывок»). Благодаря помощи Джины Стивенс Нике удаётся одолеть Риппе и вернуть Святой Грааль. Она передаёт его Братству воров на хранение, а Джина забирает себе двойника Ники. Герои празднуют победу, но неожиданно на них нападает Август ван дер Хольт с группой солдат, собирающийся пленить их. Ника и её товарищи дают ему бой, но проигрывают, а Ника в ходе схватки лишается обеих ног.

### Основные персонажи
- Ника Чайкина / Красная Фурия — главная героиня серии, девушка русского происхождения. Бывшая профессиональная воровка, завербованная секретной организацией «Международное Агентство Контроля» для поисков Святого Грааля[1][13]. Ника — сирота, которую в детстве подкинули в бродячий цирк. Местный клоун воспитал Нику, а также научил её акробатике. Позже Нику похитили члены преступной организации «Братство воров», у которых она выучилась воровству и боевым искусствам. Обладает высокими моральными принципами, вследствие которых отказывается от убийства своих врагов[9].
- Джошуа Донато — специалист по выживанию в экстремальных условиях, американец итало-ирландского происхождения[1]. Является главой группы, в которую входит Ника. Мастер ближнего боя с применением холодного оружия, а также превосходный боец[14]. Обладает устойчивой психикой, но, несмотря на это, может глубоко переживать за своих товарищей или за случайных жертв военных операций. Любитель алкоголя, среди которого больше всего предпочитает виски[6]. Присоединяется к МАК, разочаровавшись в работе на армию Соединённых Штатов[10].
- Лотта Лемке — специалистка по штурмовым операциям немецкого происхождения[1][15]. Родилась в семье военных[15], имеет сестру-близнеца Хельгу Лемке, работающую на врага МАК, Рихарда Риппе[16]. Большой «гик» и специалист по оружию со сложным[14], порой агрессивным характером. Следит за своей формой, вымещая гнев и агрессию в постоянных тренировках[6], обладает спортивным телосложением. Имеет боевую броню, которую использует во время сражений[14]. Ранее проходила службу в Афганистане, перешла в МАК из-за нежелания мириться с аморальными поступками и военными преступлениями сослуживцев[10].
- Артур Хаксли — специалист по незаметному устранению противника, англичанин[1]. Потомственный аристократ и дворянин[1], бывший военный снайпер[17], прошедший службу в сухопутных войсках Великобритании[18]. Характер Хаксли сформировался под влиянием родителей, желавших видеть в Артуре идеал потомственного аристократа: так, строгий отец воспитал в нём характер, а мать приобщила к искусству[18]. Был завербован в МАК во время боксёрского спарринга[10]. Из всей команды Артур наиболее спокоен, рассудителен и расчётлив, что позволяет ему сохранять холодный рассудок даже в самых трудных ситуациях[17][18].
- Ян Ван — специалист по системам связи и компьютерно-электронной машинерии, китаец[1][19]. Обладает высоким интеллектом, а впоследствии приобретает псионические сверхспособности, позволяющие ему воздействовать на разум находящихся вблизи людей[7]. По собственным утверждениям, умеет управлять любым видом транспорта, от вертолёта до подводной лодки. В качестве хобби носит футболки с принтами на поп-культурную тематику, а также играет с йо-йо[1][14]. Исповедует буддизм и верит в реинкарнацию[5].
- Рихард Риппе — один из заклятых врагов Ники и МАК, безумный учёный и глава террористической неонацистской организации «Чёрная луна». Также, как и МАК, находится в поисках Святого Грааля с целью получить безграничное могущество для захвата мира[20]. Имеет богатую родословную, состоящую из участников крестовых походов, рыцарей Тевтонского Ордена, немецких учёных и военачальников. Окончил биологический факультет Геттингенского университета, после чего продолжил обучение на факультете биологических наук в Оксфорде. Имеет степень доктора медицины и профессора молекулярной биологии и генетики[2].
- Август ван дер Хольт — магнат и владелец компании Holt International, сделавший состояние на разработке мощного и технологичного оружия[21]. Архивраг команды МАК и, в частности, Ники Чайкиной. Имеет на руке шрам, оставшийся от вживления ему специального устройства, поддерживающего жизнедеятельность Хольта после того как он в детстве попал в эпицентр взрыва при испытаниях новейшего оружия. Теперь, когда Август испытывает сильные эмоции, его рука начинает накапливать электричество, которое можно «разрядить» только путём физических ударов[21]. Имеет младшую сестру по имени Мико, которой очень дорожит[6].
- Джессика Родригез — наёмная убийца, бывшая военная, подчинённая и личный телохранитель Августа ван дер Хольта и враг Ники Чайкиной и МАК. Латиноамериканка[22]. Является бывшей девушкой Джошуа Донато[10] и нимфоманкой[5]. Отчаянная, рисковая, темпераментная и беспринципная, Джесси — одиночка, не доверяющая никому и работающая на того, кто больше заплатит. В совершенстве владеет навыками рукопашного боя и множеством видов огнестрельного оружия. Участвовала в боевых операциях в Ираке[10], за что удостоилась «медали почёта»[22].

## История создания

### Авторский состав

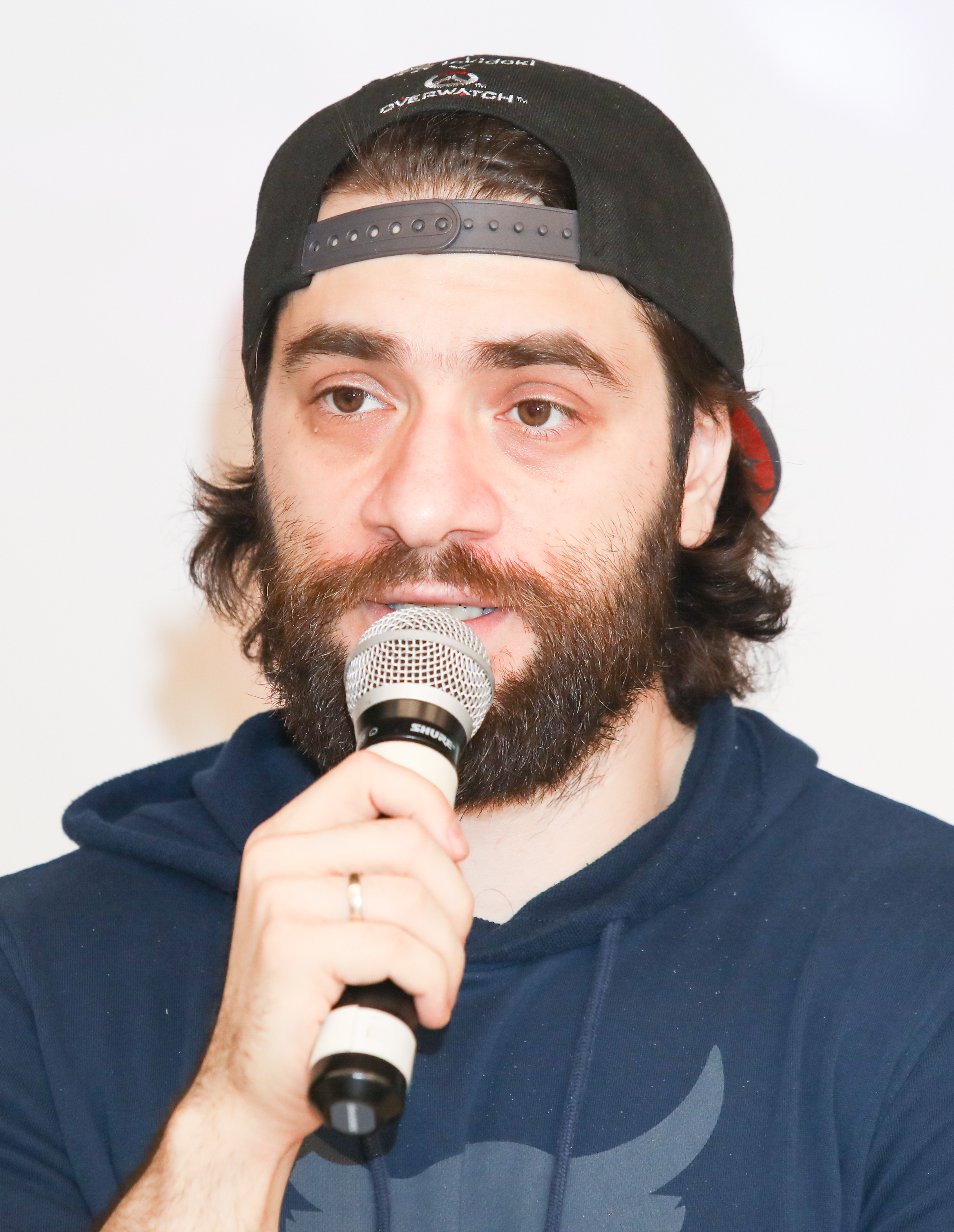
Артём Габрелянов, основатель и генеральный директор Bubble Comics, выступил основным сценаристом «Красной Фурии»

Прежде чем заниматься созданием комикса о российских супергероях, издательство Bubble выпускало одноимённый ежемесячный журнал сатирических комиксов. По причине плохих продаж и недостатка популярности у журнала в Bubble приняли решение сменить направление издательства с одного юмористического журнала на четыре обособленных (но чьи события происходят в рамках одной вселенной) серии супергеройских комиксов: «Бесобоя», «Инока», «Майора Грома» и самой «Красной Фурии». Источниками вдохновения для будущего комикса стали серии фильмов «Индиана Джонс» и «Лара Крофт». Долгое время авторы определялись с названием будущего комикса. Артём Габрелянов, основатель и генеральный директор издательства Bubble, в интервью ресурсу GamesHunt.ru рассказывал: «мы начали выбирать из того, что не занято и нам нравится. Красная Фурия у нас кем только не была — Красной Лисой, Алой Грозой…». Артём Габрелянов также выступил и основным сценаристом будущего комикса, которому в разное время ассистировали разные соавторы. Первым из таких соавторов, который помог Габрелянову написать первые десять выпусков комикса, стал писатель и киносценарист Сергей Волков, известный по работе над сценариями для сериала «Великая» Игоря Зайцева и фильма «Робо» Сарика Андреасяна. После Волкова соавторами Габрелянова успели побывать сценаристы Иван Скороходов, Игорь Худаев и Евгений Еронин.
Основным художником «Красной Фурии» стал Эдуард Петрович, нарисовавший большинство выпусков серии. На стилистику его рисунка сильно повлияло творчество американского художника Джо Мадурейры, наиболее известного по работе над комиксами Darksiders: The Abomination Vault и Uncanny X-Men. В своих первых работах Петрович страдал от тяги к излишнему перфекционизму: «Не было ни навыка заканчивать начатое, ни навыка борьбы с перфекционизмом. Переделывал, переделывал и переделывал…». Следом за Петровичем по количеству проиллюстрированных выпусков идёт украинский художник Олег Окунев родом из Херсона, рисовавший первые выпуски серии. До того, как работать в Bubble, Окунев занимался созданием порнокомиксов. Помимо Петровича и Окунева, иллюстраторами «Красной Фурии» в разное время успели побывать Андрей Родин, Анна Рудь, Андрей Васин, Константин Тарасов, Нина Вакуева, Марина Привалова и Артём Мясников.

### Дизайн персонажей
Основой для каждой из линеек комиксов Bubble стали архетипичные сюжеты, в случае «Красной Фурии» — шпионский боевик. После выхода комикса многие профильные журналисты и читатели посчитали, что прототипом главной героини, Ники Чайкиной, стала Чёрная вдова — персонаж американских комиксов издательства Marvel. Артём Габрелянов признавал, что в первом выпуске намерено «нарядил» Чайкину в чёрный латексный костюм с целью «спровоцировать» читателей на поиск параллелей с героиней комиксов Marvel. Однако само влияние американского комикса при создании «Красной Фурии» Габрелянов отрицал, хоть и отмечал схожесть двух героинь: «самым логичным и простым решением было бы дать Нике чёрный облегающий костюм, но „Красная Фурия“ уже одним своим прозвищем вступала на поле „Чёрной Вдовы“, и нам не хотелось, чтобы она была похожа на неё ещё и внешне». Итоговым решением стал красный костюм с ремешками и скалолазными принадлежностями. Рыжие волосы Нике было решено дать под вдохновением от сериала «Светлячок». Габрелянов признавался, что, хоть Ника Чайкина и является главной героиней комикса, лидером команды, в которую она входит, решено было сделать Джошуа Донато: «я просто не считаю правдоподобным, что в команде вооруженных головорезов главной может быть женщина, когда в этой же команде есть огромный накачанный мужик». При этом Габрелянов сетовал, что у него были проблемы с равномерным раскрытием каждого из пяти членов команды МАК.
В противовес Нике была создана героиня Джесси Родригез — наёмная убийца и нимфоманка с дерзким характером. Изначально идея персонажа принадлежала художнику Константину Тарасову, который на одном из мозговых штурмов в издательстве предложил создать персонажа-антипода Ники, имеющего похожие с ней задачи, но при этом добивающегося их аморальными и отчаянными методами. За разработку внешнего вида антагонистки отвечал сам Тарасов и художница Екатерина Менабде. Работая над внешностью героини, иллюстраторы пытались добавить в её образ определённую долю иронии: «мы хотели попробовать сделать образ нимфоманки с относительно скромными внешними данными, которые, тем не менее, не мешали, а очень даже наоборот, помогали Джесси добиваться своего», — говорит в комментарии к скетчам Константин Тарасов. Некоторые рецензенты также посчитали, что, помимо прочего, Джесси выполняет в комиксе роль разрядки смехом.

### Обвинения в сексуальной объективации
Сразу после выхода первых выпусков «Красной Фурии» комикс подвергся обвинениям в сексуальной объективации женских героинь, как со стороны читателей, так и со стороны профильных журналистов. Так, обозреватели отмечали, что женских персонажей комикса наряжали в «обтягивающие топики и костюмы горничных», часто изображали сцены оголения (поход в душ, переодевание), рисовали героинь с «огромным бюстом» и нереалистичным телосложением. «Я не вижу ничего плохого в комиксовых дамах с суперформами (точнее вижу, но принимаю правила игры), но это уже слишком. Даже чрезмерно грудастая Юлия Пчелкина из первой арки „Грома“ не вызывала такого отторжения. <…> Не поймите меня превратно, я понимаю, зачем нужен фансервис. Просто хотя бы делайте это красиво и со вкусом», — сетует Ольга Щербинина в обзоре на серию от сайта SpiderMedia.ru. Сам Артём Габрелянов в ответ заявлял, что обвинения в объективации необоснованы, и что люди, утверждающие подобное, лишь поверхностно ознакомлены с комиксом. В интервью журналу «Афиша» Габрелянов так комментировал обвинения в шовинизме: «автору [художнику] просто нравятся девушки с большой грудью. Не могу его в этом упрекнуть, мне тоже это очень нравится. Не надо тут искать теорий заговора — в „Иноке“ у нас вообще сисек нет». При этом в интервью Габрелянова для издания «Канобу» интервьюер Максим Иванов отмечал, что один из основных художников серии, Олег Окунев, ранее занимался созданием комиксов порнографического содержания.
С течением времени некоторые рецензенты решили выяснить, исправилась ли ситуация с женской объективацией спустя несколько лет издания комикса. Ресурс ComicsBoom.net в своей ретроспективе комиксов Bubble отметил, что начиная с 25 выпуска, который издательство позиционировало как «идеальный для новых читателей», количество фансервиса заметно уменьшилось, хоть от него и не отказались полностью. В ретроспективе «Красной Фурии» от SpiderMedia.ru авторы решили отдельно остановиться на сюжете выпусков 25-28, где рассказывается история младшей сестры главного антагониста серии, Мико ван дер Хольт. Алексей Замский заметил, что сексуализации стало меньше, однако на смену ей пришли сюжеты на тему фетишизации изнасилований. По сюжету 25-28 выпусков Мико «любит секс с насильниками», однако, попадая в ситуацию реального потенциального изнасилования, резко меняет свою позицию: «Вы поняли, что только что произошло с моралью? Изнасилование — это не то, что реально происходит, это то, как случившееся с ней воспринимает женщина. Там ей нравилось, тут она одумалась — ну, сама дура виновата, но у нас не трагедия, сейчас всех скоренько спасут. Две ситуации — та, в которой девчонка говорит „нет“, когда имеет в виду „да“, и та, в которой мы злорадствуем над тем, что Мико запела другую песню, едва столкнулась с грубой реальностью — в голове читателя соседствуют». Окончательно ситуация с объективацией изменилась лишь в серии-продолжении «Красной Фурии» — «Союзниках», сценаристкой которой стала Наталия Девова, до этого работавшая над «Иноком» и «Экслибриумом». Сама Девова также критиковала «Красную Фурию», в том числе за отсутствие сильных женских персонажей. После выхода «Союзников» обозреватели крайне положительно оценили работу Девовой, отмечая увлекательный и интересный сюжет и отсутствие объективации.

### Издание

Обложка комикса «Красная Фурия» № 16.1. Художник: Стэнли Лау. Эта же иллюстрация также использовалась и для обложки настольной игры «Осада Асулбурга»

Первый выпуск вышел 22 октября 2012 года; последующие номера «Красной Фурии» также издавались каждое 22 число, до октября 2014, когда выход выпусков был перенесён на 15 число месяца в связи с появлением двух новых серий, «Метеора» и «Экслибриум», и, как следствие, изменениями в расписании выхода комиксов. После этого периодически возникали исключения: некоторые выпуски выходили на несколько дней раньше, другие — на день позже. Определённые выпуски имели дополнительный тираж с альтернативной обложкой, чаще всего приуроченный к фестивалям, либо являющийся эксклюзивом для тех или иных магазинов комиксов. Номера с 35 по 41 входили в сюжет кроссовера «Время Ворона». 4 ноября 2015 года вышел первый номер «Красной Фурии» в американском интернет-магазине цифровых комиксов ComiXology. К настоящему времени на английском языке вышло 9 номеров. В декабре 2016 года, вместе с выходом 50 юбилейного выпуска комикса, издательство объявило о закрытии серии. В январе 2017 года в рамках перезапуска основных линеек комиксов Bubble «Красная Фурия» получила серию-продолжение под названием «Союзники», которая повествует о дальнейшей судьбе разбитой и поверженной своим заклятым врагом команды МАК.
Первого октября 2014 года вышел первый том комикса, собравший в себе первые шесть выпусков. Впоследствии другие номера также выходили в составе сборников. Каждый том получал допечатку с альтернативной обложкой. Помимо самих комиксов были включены дополнительные материалы: комментарии создателей, скетчи и зарисовки персонажей, локаций, эскизы обложек и их неиспользованные варианты. Седьмой сборник, «Майор Гром и Красная Фурия — Книга 7: В сердце тьмы», стал общим между «Майором Громом» и «Красной Фурией», и содержал выпуски с 38 по 41 соответствующих серий. В 2015 году был анонсирован выход статуэток из искусственного камня высотой в 30 см от компании Prosto Toys, представляющих героинь комикса Нику Чайкину и Джесси Родригез. По словам Артёма Габрелянова, выбор в пользу героинь «Красной Фурии» сделал сам производитель игрушек, ибо «красивые девушки больше заинтересуют покупателей». Помимо этого по мотивам комикса вышла настольная карточная игра «Осада Асулбурга», в поддержку которой был выпущен специальный выпуск «Красной Фурии», имеющий нумерацию «16.1» и распространявшийся на фестивале «СтарКон» в июле 2014 года тиражом в тысячу копий.

## Восприятие
Главным образом «Красная Фурия» удостоилась преимущественно сдержанных отзывов. Неоднозначно было воспринято жанровое разнообразие сюжетов комикса. Так, одни обозреватели в положительном ключе называли «Фурию» пародийным трэшем, другие же сетовали, что из-за хаотичности и абсурдности ситуаций, в которые попадают главные герои, очень трудно воспринимать комикс всерьёз. К минусам причисляли поверхностных и схематичных персонажей, чрезмерное содержание фансервиса и сексуальную объективацию женских персонажей комикса, а также посредственный рисунок. Сама Ника Чайкина, главная героиня «Красной Фурии», неоднократно сравнивалась рецензентами с супергероиней Чёрной вдовой из комиксов американского издательства Marvel Comics, вплоть до обвинений в плагиате. Помимо этого обозреватели отмечали влияние на «Красную Фурию» серий фильмов «Индиана Джонс», «Лара Крофт» и «Рэмбо», а также серии комиксов Gen¹³ издательства Wildstorm.
В обзоре комикса от портала «Канобу», посвящённом ретроспективе первых линеек серии в сравнении с перезапусками в рамках инициативы «Второе дыхание», «Красная Фурия» была названа самой «сумбурной» среди всех оригинальных четырёх серий издательства. «Неонацисты, шпионы, динозавры, зомби, норвежские кибербоги, ожившие фашисты, клоны и даже своего рода „масоны“ — здесь было все» — пишет в рецензии обозреватель «Канобу» Денис Варков. Несмотря на это, Варков отметил, что многие сюжеты «Фурии» получились по-настоящему интересными, однако раскритиковал финал комикса из-за того что «слишком много событий уместили в <…> короткий временной промежуток». Арсений Крымов в рецензии комиксов Bubble для журнала «Мир фантастики» охарактеризовал «Красную Фурию» как «фансервис с юмором». Он отмечал, что единственный комикс среди изначальных линеек издательства с главным героем женщиной оказался переполнен неприкрытым фансервисом — «героини носили обтягивающие топики и костюмы горничных, то и дело переодеваясь прямо в кадре». По мнению Крымова, на фоне женской сексуальной объективации терялся весёлый сюжет, удостоившийся похвал от рецензента за несерьёзность, самоиронию и множественные отсылки на гик- и поп-культуру. В этом ключе Крымов назвал «Красную Фурию» помесью пародии на серию видеоигр «Лара Крофт» с кинофраншизой «Рэмбо» в духе фильмов «Горячие головы» и «Неудержимые». Кирилл Савинов, редактор ресурса «ВОС», в своём материале о первых выпусках комиксов Bubble критически отозвался о всех четырёх сериях и охарактеризовал их как работы полные консервативно-охранительного посыла, с ярким, но посредственного качества рисунком и незамысловатыми поверхностными диалогами. Савинов также отметил в основном негативные отзывы фанатов комиксов в социальных сетях (отдельно отмечая «Красную Фурию», как по мнению автора снискавшей меньше всего поклонников). Несмотря на это, он выразил надежду, что выход комиксов Bubble подстегнёт развитие андеграундных российских комиксов. Другой редактор «ВОС», Иван Максимов, тоже отметил негативную реакцию в Интернете на первые комиксы издательства, а также об обвинениях в плагиате, сравнивая Красную Фурию с героиней комиксов Marvel Чёрной вдовой.
В рецензии портала Geek-Freak.ru комикс подвергся критике, главным образом за подачу «абсолютно нелепой истории с серьезным лицом», а также за максимально плоских и условных персонажей, которые, по мнению рецензента, существуют лишь как аккомпанемент главной героине, в частности, Джонни — без предыстории и визуального отображения в комиксе. Сдержанной оценки удостоился и рисунок, а положительной — экшен. Подытоживая, рецензент оценил «Красную Фурию» в 6 баллов из 10. Автор с ресурса Redrumers в своей статье о становлении комиксов Bubble назвал «Красную Фурию» странной серией, от которой у автора сложилось впечатление, что она существует исключительно ради фансервиса, основанного на объективации главной героини. Комикс был раскритикован за перегруженность самыми разными сюжетными элементами, вроде историй о фашистах, зомби и генной инженерии, которые, несмотря на свою избыточность, совершенно не запоминаются. В целом негативные отзывы на «Красную Фурию» также прозвучали в рецензиях портала GeekCity на серию-продолжение «Союзники». По мнению Сергея Афонина, «Красная Фурия» единственная из стартовых линеек Bubble представляла собой нечто невнятное, переполненное сексуализацией и «запредельным налётом трэша». Примерно схожее мнение выразил коллега Афонина Никита Гмыза, сравнивший «Фурию» с Чёрной вдовой из комиксов Marvel, а также отметивший сильную схожесть с комиксом Gen¹³ издательства Wildstorm, который, в свою очередь, назвал «нефильтрованной подростковой порнографией». Обозреватель ресурса ComicsBoom.net назвал «Красную Фурию» забавным и интересным комиксом с неплохим юмором, а также хорошим рисунком, отличающимся по стилистике от других серий комиксов Bubble.
Николай Филончик, представляющий Geekster, в своей рецензии на комиксы Bubble в целом положительно отозвался на «Красную Фурию», отметив ненавязчивый юмор, умеренную «клюкву» и наличие интриги, однако критике подверглось качество рисунка, который Филончик назвал небрежным, а также чрезмерное количество фансервиса. В обзоре на комикс от ресурса SpiderMedia.ru рецензенты Евгений Еронин, Алексей Замский и Ольга Щербинина назвали «Красную Фурию» самой неоднозначной серией издательства Bubble. Алексей Замский раскритиковал «Фурию» за переизбыток персонажами и событиями, за наличие «обложек в манере худших времён „Top Cow“ и фансервисом „комиксов для мальчиков“» в комиксе, позиционирующемся для женской аудитории, за то что в большинстве ситуаций комикса Ника отыгрывает троп «дамы в беде»: «такой персонаж — не преступление сам по себе, но, когда это главная героиня экшн-приключенческой серии, что-то тут не так». Более положительно Замский отозвался о персонаже Джесси Родригез, назвав её женской версией Джеймса Бонда. Ольга Щербинина назвала Нику Чайкину повзрослевшей Ким Пять-с-плюсом, изуродовавшей тело жуткой пластической операцией. Щербинина сетовала на слабо прописанную мотивацию героини, её критичную для главного протагониста комикса невыразительность, схематично показанных членов команды МАК, но похвалила рисунок Анны Рудь. По мнению Щербининой, комикс был бы лучше, если бы его сюжет стал более «серьёзным» и избавился от излишней хаотичности и неуместного местами абсурдного юмора. Евгений Еронин посчитал что у комикса есть краеугольная проблема, не позволяющая воспринимать его всерьёз и оценивать его как полноценное произведение, которая выражается в попытках авторов «Фурии» сделать комикс «двумя разными сериями одновременно», из-за чего комикс находится в постоянном конфликте с самим собой. «Легкомысленность и уникальный юмор в стиле разговоров в мужской раздевалке спортзала соседствуют с избыточной проработкой местной мифологии со всякими досье, документами и длинными суровыми предысториями. Порой кажется, комикс в одном шаге от того, чтобы стать новой „Стриппереллой“, но тут вдруг происходит вброс информации про нацистов с обязательной привязкой к историческим датам», — уточняет Еронин в обзоре.

## Экранизация
В начале октября 2015 года было объявлено об открытии киноподразделения Bubble Studios, в ответственность которого будет входить создание экранизаций по комиксам издательства. Ещё до съёмок дебютных картин студии, короткометражной и полнометражной экранизаций комиксов о майоре Громе, Артём Габрелянов рассказывал о планах снимать киноадаптации и других комиксов издательства, если первые фильмы окажутся успешными. Результат проката «Майора Грома: Чумной Доктор» оказался неоднозначным: несмотря на кассовый провал, фильм добился популярности на стриминговых платформах. В связи с этим авторы отмечали, что продолжат создание киноадаптаций, но, вероятнее, уже по заказу и финансированию онлайн-кинотеатров вроде «КиноПоиск HD» и Netflix.
1 октября 2021 года состоялся анонс первого в киновселенной Bubble сериала — «Фурия», основанного на линейке комиксов «Красная Фурия». Как и в случае с «Майор Гром: Чумной Доктор», «Фурия» будет снята совместно с «КиноПоиском», выход запланирован на 2022 год, а продюсерами сериала выступят Артём Габрелянов, Михаил Китаев и Ольга Филипук. На презентации «КиноПоиска» во время анонса сериала авторы объявили, что в сериале от комикса оставят только основную концепцию, сюжет же претерпит значительные изменения. Так, местом действия станет футуристичная Москва, а Ника Чайкина будет втянута в войну между преступными бандами столицы. Планируется что определённую роль в сериале сыграет корпорация Holt International, до этого упоминавшаяся в «Майор Гром: Чумной Доктор», а также состоится камео самого майора Грома в исполнении Тихона Жизневского.
19 сентября 2024 года на презентации стримингового сервиса «Кинопоиск» Bubble Studios и «Плюс Студия» объявили о том, что первый сезон сериала «Фурия» выйдет в 2026 году. Более того, ещё до выхода первого сезона «Фурии» сериал был продлён на второй сезон, который должен выйти в 2029 году, через три года после первого.

### Коллекционные издания
- Красная Фурия — Книга 1: В поисках грааля. — Bubble Comics, Октябрь 2014. — Т. 1 (№ 1—7) и доп. материалы. — 232 с. — (Красная Фурия). — ISBN 978-5-9905844-2-6.
- Красная Фурия — Книга 2: В поисках грааля. — Bubble Comics, Декабрь 2014. — Т. 2 (№ 8—15) и доп. материалы. — 304 с. — (Красная Фурия). — ISBN 978-5-9905844-7-1.
- Красная Фурия — Книга 3: Тёмное наследие — книга первая. — Bubble Comics, Июль 2015. — Т. 3 (№ 16—19) и доп. материалы. — 194 с. — (Красная Фурия). — ISBN 978-5-9906506-2-6.
- Красная Фурия — Книга 4: Тёмное наследие — книга вторая. — Bubble Comics, Октябрь 2015. — Т. 4 (№ 20—24) и доп. материалы. — 216 с. — (Красная Фурия). — ISBN 978-5-9907068-0-4.
- Красная Фурия — Книга 5: Ничего личного, просто бизнес. — Bubble Comics, Апрель 2016. — Т. 5 (№ 25—31) и доп. материалы. — 240 с. — (Красная Фурия). — ISBN 978-5-9907605-6-1.
- Красная Фурия — Книга 6: Башня ворона. — Bubble Comics, Июль 2016. — Т. 6 (№ 32—37) и доп. материалы. — 200 с. — (Красная Фурия). — ISBN 978-5-9908270-1-1.
- Майор Гром и Красная Фурия — Книга 7: В сердце тьмы. — Bubble Comics, Сентябрь 2016. — Т. 7 Майор Гром — (№38—41), Красная Фурия — (№38—41) и доп. материалы. — 250 с. — (Майор Гром, Красная Фурия). — ISBN 978-5-9908270-8-0.
- Красная Фурия — Книга 8: Агент Симмонс. — Bubble Comics, Декабрь 2016. — Т. 8 (№ 42—45) и доп. материалы. — 138 с. — (Красная Фурия). — ISBN 978-5-9908709-5-6.
- Красная Фурия — Книга 9: Финальный рывок. — Bubble Comics, Июнь 2017. — Т. 9 (№ 46—50) и доп. материалы. — 192 с. — (Красная Фурия). — ISBN 978-5-9500084-1-2.